# Comité national des élections (Cambodge)
Pour les articles homonymes, voir CNE.
Le Comité national des élections (CNE) est l’autorité cambodgienne chargée d’organiser, préparer et gérer les différentes élections ayant lieu dans le royaume khmer.
S’il se déclare neutre et indépendant, l’opposition au gouvernement actuel l’accuse de partialité et d’être en fait contrôlé par le Parti du Peuple Cambodgien.

## Composition
Lors de sa création, par la loi du 26 décembre 1997, ses membres sont désignés par les partis, ce qui peut favoriser les tractations entre les formations et contrevenir à l’indépendance et à la neutralité dont veut se targuer le comité. Un amendement est déposé en 2002 pour transférer la nomination des cinq membres, au moins neuf mois avant chaque élection au conseil des ministres après approbation par l’Assemblée nationale. Mais comme tous ces organismes étaient contrôlés par le parti du peuple cambodgien au pouvoir, l’opposition y voyait une entrave importante à son impartialité. À partir des élections municipales de 2017 (en), le nombre de membres passe à neuf, quatre choisi par la majorité gouvernementale, quatre autres par les partis présents à l’Assemblée nationale mais pas dans le gouvernement, le dernier d’un commun accord entre les deux tendances.
Outre ces membres, le comité dirige environ sept cents agents qui, depuis le siège dans les bâtiments du ministère de l’intérieur (en), travaillent à la conduite des élections et des commissions locales organisés sur le même modèle que plus haut, à savoir des membres nommés au niveau provincial par le comité national qui eux-mêmes recrutent le personnel nécessaire à la tenue des élections dans leur juridiction et proposent les membres des commissions municipales, et ainsi de suite jusqu’au niveau des 12 826 bureaux recensés en 2013.

## Compétences
Les compétences du comité couvrent l’ensemble du processus électoral, autant sur le plan de l’organisation que du règlement et du contrôle. Il gère ainsi l’inscription sur les listes électorales et celle des partis aux futures élections, mais également la mise à jour des codes électoraux, l’ouverture ou la fermeture de bureaux de vote en fonction de l’évolution démographique, l’édition des bulletins de vote et des cartes d’électeur, le contrôle de l’utilisation des médias pendant la campagne, la mise en place de dérogations aux lois ou procédures si des situations locales l’exigent, le maintien de l’ordre et de la sécurité dans et autour des bureaux de vote, au besoin en faisant appel à la force publique, la surveillance du bon déroulement du scrutin et du dépouillement, la proclamation des résultats et le traitement des litiges.

### Organisations locales
Les inscriptions sur les listes électorales, le déroulement du scrutin et le dépouillement sont en fait dévolus aux comités de chaque bureau de vote. Leurs membres sont nommés par le CNE sur proposition des commissions municipales et doivent être titulaires du droit de vote. Toutefois, pour éviter qu’ils puissent exercer une influence sur les électeurs, le personnel militaire, policier, judiciaire, les religieux, les gouverneurs, les vice-gouverneurs, les chefs de village et les conseillers municipaux ne peuvent en faire partie.
Malgré cela, l’opposition reproche qu’alors que les organisateurs devraient, de par la loi, être choisis parmi la population par le CNE au terme d’une procédure publique, les personnes assignées aux scrutins précédents sont généralement reconduites sans réelles discussions. Pour les élections de 2013 par exemple, les participants ont suivi des formations à la nouvelle loi électorale avant même d’être formellement nommés. D’autre part, une partie de ses prérogatives sont déléguées aux administrations locales. Ainsi, ce sont les conseils communaux qui s’occupent des inscriptions sur les listes. Comme en 2013, 97 % des municipalités étaient contrôlées par le PPC, une telle prédominance ne peut qu’alimenter les rumeurs, fondées ou non, d’abus de toutes sortes. Il faut également reconnaître que le code des élections, qui fait plus de 700 pages dans le cas des législatives, n’est pas forcément abordable par l’ensemble des agents présents jusque dans le plus petit bureau, quand bien même une formation leur est dispensée.

### Contrôle des médias
Afin de rendre l’accès aux médias plus équitable durant les campagnes, le comité édicte en 2003 une directive en quatre points :
- Une plage de deux heures par jour est réservée sur la chaine de télévision publique TVK et sur les radios AM et FM96 à l’ensemble des partis et partagé de manière impartiale.
- La vente d’espaces publicitaires aux partis par les stations privées doit se faire sous le contrôle du CNE qui s’assure de l’égalité de traitement entre les formations.
- Le temps d’antenne accordé par les stations publiques à chaque parti doit être proportionnel à leur importance.
- Le CNE est mandaté pour vérifier l’impartialité des débats et autres programmes relatifs aux élections menés par des ONG nationales ou internationales.

Mais les effets de ces consignes semblent se faire attendre. Ainsi, une étude menée par plusieurs organisations proches de l’opposition portant sur la couverture de la campagne électorale de 2013 par les 3 principales chaines de télévisions locales (TVK, CTN et Bayon Television (en)) montre que le PPC avait monopolisé 47 % du temps d’antenne – avec une pointe à 88 % sur Bayon, détenue par Hun Mana, fille du Premier ministre Hun Sen, contre 16 % à son rival du Parti du sauvetage national du Cambodge, les miettes restantes se partageant entre les 6 autres partis en lice. En contrepartie, le ministère de l’information (en) avait pour sa part interdit la rediffusion par les stations locales des émissions en khmer des radios étrangères telles Radio Free Asia, Voice of America, Radio France internationale ou Radio Australie qui à son goût faisait la part trop belle aux vues de l’opposition. Mais devant la pression de la communauté internationale, l’interdiction avait été levée.

### Traitement des litiges
Les plaintes, qu’elles concernent l’inscription sur les listes électorales, le déroulement de la campagne électorale et du scrutin, le dépouillement ou la proclamation des résultats, sont d’abord transmises aux commissions municipales qui tentent une conciliation entre les parties en conflit. Si celle-ci échoue, le dossier est transmis à la commission provinciale qui après une nouvelle tentative de médiation, va statuer et rendre une décision susceptible d’être contesté en appel devant le conseil national. Enfin, le jugement de cette dernière instance peut à son tour faire l’objet d’un recours devant le Conseil constitutionnel.
Toutefois, les partis peuvent également déposer leurs plaintes directement au conseil constitutionnel, mais afin de ne pas encombrer ce dernier, elles doivent l'être au plus tard 72 heures après la proclamation des résultats et un dossier similaire ne doit pas déjà être en cours de traitement auprès du comité national des élections.
Néanmoins, l’opposition au gouvernement remet régulièrement en doute l’intégrité de ces procédures, comme lors des élections législatives de 2013 où le rejet de toutes ses quelque 700 plaintes au motif que les irrégularités relevées n’auraient pas été de nature à modifier le résultat final du scrutin ont conduit à une crise institutionnelle de près d’un an.